# شب نبرد (مجموعه بازی)
شب نبرد (به انگلیسی: Fight Night) عنوان یک مجموعه بازی ویدئویی مرتبط با ورزش بوکس که توسط ای‌ای اسپورتس ساخته شده‌است. از ویژگی‌های اصلی این مجموعه می‌توان به گرافیک بالا نسبت به سایر رقیبان در این سبک و همچنین حضور بوکسورهای نامدار مانند محمد علی کلی و مایک تایسون در این مجموعه اشاره کرد.

## نسخه‌های مختلف

### شب نبرد ۲۰۰۴
اولین شماره از مجموعه بازی‌های شب نبرد در سال ۲۰۰۴ میلادی منتشر شد. این بازی را استودیوی ای‌ای اسپورتس ساخت و بسیاری از منتقدان و بازیکنان آن را ادامه‌ای برای سری بازی‌های موفق ناک‌اوت کینگز خواندند که توسط شرکت الکترونیک آرتز منتشر می‌شد. کنترل جالب و جذاب این بازی به وسیلهٔ آنالوگ‌های دسته باعث شد تحولی در عرصهٔ بازی‌های شبیه‌ساز بوکس ایجاد شود.

### شب نبرد راند دوم
این بازی هم به نوعی ادامه‌ای بر بازی شمارهٔ اول از این سری بود که با فاصلهٔ تقریباً یک سال پس از آن منتشر شد. این شماره فقط بر روی کنسول‌های خانگی منتشر شد و تنها شماره‌ای از این مجموعه بود که بر روی یکی از کنسول‌های شرکت نینتندو منتشر شده‌است. در این شماره بوکسورهای زیادی از دنیای واقعی این ورزش وارد بازی شدند که از نقاط قوت آن به شمار می‌رفت.

### شب نبرد راند سوم
سومین شماره از این مجموعه به دست استودیویی دیگر یعنی ای‌ای شیکاگو ساخته شد و در سال ۲۰۰۶ میلادی منتشر شد و علاوه بر کنسول‌های خانگی نسل جدید، بر روی کنسول پلی‌استیشن ۲ و پلی‌استیشن همراه هم منتشر شد. تقریباً بیست و هفت بوکسور مختلف در این شماره حضور داشتند که از نقات قوت آن بود. از نکات جالب توجه در این شماره، قرار گرفتن بوکسور مکزیکی به نام اسکار دلاهویا بر روی جلد نسخه‌های ایکس‌باکس ۳۶۰، پلی‌استیشن ۳ و پی‌اس‌پی بازی بود و این در حالی بود که تنها خریداران نسخهٔ پلی‌استیشن ۳ می‌توانستند از این بوکسور در بازی استفاده کنند.

### شب نبرد راند چهارم
چهارمین شماره از مجموعه بازی‌های شب نبرد که در سال ۲۰۰۹ میلادی منتشر شد، بار دیگر به دست سازنده‌های جدیدی افتاد. این بار استودیوی ای‌ای کانادا مسئول ساخت بازی شد که در ساخت بازی‌های ورزشی مانند سری بازی‌های فوتبالی فیفا سابقه‌ای درخشان داشت. چهل و هشت بوکسور نام‌آشنای دنیای این ورزش در این شماره حضور یافتند که از این حیث رکوردی برای این مجموعه به حساب می‌آمد. این بار بازی فقط بر روی دو کنسول خانگی پلی‌استیشن ۳ و اکس‌باکس ۳۶۰ منتشر شد که البته با این وجود در نهایت به فروش مناسبی دست یافت.
محمد علی کلی و مایک تایسون بر روی جلد بازی قرار گرفتند و بخش جدیدی به نام «حالت میراث» در بازی رونمایی شد که بازیکن در آن قادر به ساخت بوکسور مورد علاقه‌اش بود و می‌توانست با تمرین‌های زیاد و برگزاری مسابقه‌های مختلف به بوکسوری نام‌دار تبدیل شود.

### شب نبرد: قهرمان
پس از موفقیت شمارهٔ چهارم، پنجمین قسمت از این مجموعه در سال ۲۰۱۱ میلادی و به دست سازندگان بازی قبلی ساخته شد. این شماره اولین عنوان از این سری بود که خط داستانی در آن وجود داشت؛ در این خط داستانی بازی‌کننده در نقش بوکسوری به نام «آندره بیشاپ» قرار می‌گرفت که قصد قهرمانی در مسابقات جهانی بوکس را داشت، اما با پاپوش‌هایی که رقیبان برایش ایجاد کردند، به زندان افتاد و اتفاقات مختلف بسیاری برایش افتاد...
بخش داستانی بسیار مورد توجه منتقدان و بازیکنان قرار گرفت و خیلی‌ها آن را تحسین کردند. در این شماره تعداد بوکسوران حاضر در بازی نسبت به شمارهٔ قبلی دو تا بیشتر شد و به عدد پنجاه رسید. ضمن این‌که این شماره توانست امتیاز بسیار خوب نه از ده را از مجلهٔ گیم اینفورمر بگیرد.